# The Man (chanson d'Aloe Blacc)
Pour les articles homonymes, voir The Man.
Singles de Aloe Blacc
Wake Me Up
(2013) Here Today
(2014)
The Man est une chanson enregistrée en 2013 par l'artiste américain Aloe Blacc. D'abord incluse sur son EP Wake Me Up (en), elle est ensuite placée en deuxième piste de son troisième album studio, intitulé Lift Your Spirit (en) et sorti le 21 janvier 2014 chez Interscope Records. La chanson a été écrite par Blacc, par ses deux producteurs DJ Khalil et Dontae Winslow, ainsi que par Sam Barsh (en) et Daniel Sheef. Elton John et Bernie Taupin sont également crédités comme co-auteurs de The Man, car le refrain de la chanson est élaboré à partir d'une interpolation du vers « You can tell everybody » du single Your Song (1971) coécrit par John et Taupin.
The Man est le plus important succès solo d'Aloe Blacc, avec 2,5 millions de ventes totalisées aux États-Unis jusqu'en décembre 2014 et une arrivée à la huitième place du Billboard Hot 100. En dehors des États-Unis, le single se hisse en tête de deux classements britanniques et atteint le top 10 en Australie, en Nouvelle-Zélande, en république d'Irlande et en Suède. Le 22 janvier 2014 sort un remix de The Man interprété par Aloe Blacc et le rappeur Kid Ink.

## Clip vidéo
La sortie de The Man est accompagnée de la publication d'une lyric video de la chanson le 10 janvier 2014 sur YouTube.
La clip officiel sort quant à lui le 3 mars 2014. Les scènes du clip se déroulent dans les années 1960 et 1970 ; elles font directement référence à des personnages ou des événements qui ont marqué la culture afro-américaine durant cette période, dont :
- La couverture de l'album What's Going On (1971) de Marvin Gaye (à 0:39) ;
- La violence et l'injustice raciale (de 0:39 à 0:54) ;
- Les manifestations en faveur des droits civiques et contre la guerre du Viêtnam (de 0:54 à 1:12) ;
- Louis Armstrong ou Clifford Brown (de 1:12 à 1:45) ;
- Stevie Wonder (de 1:45 à 2:25) ;
- Mohamed Ali (de 2:25 à 2:57) ;
- Soul Train (de 2:57 à 3:05) ;
- Malcolm X (de 3:19 à 3:37) ;
- Le rôle des Afro-Américains dans la politique [Barack Obama] (de 3:37 à 3:49) ;
- Martin Luther King, Jr. (à 3:49) ;
- Les marches de Selma à Montgomery (1965) (de 3:59 à fin)
- Le poing levé des sympathisants Black Panthers aux Jeux olympiques de 1968 à Mexico (à 4:18 dans le coin supérieur droit de l'arrière-plan).

## Classements et certifications
| Classement (2014)                       | Meilleure position |
| --------------------------------------- | ------------------ |
| Allemagne (Media Control AG)            | 22                 |
| Afrique du Sud (EMA)                    | 8                  |
| Australie (ARIA)                        | 10                 |
| Autriche (Ö3 Austria Top 40)            | 19                 |
| Belgique (Flandre Ultratop 50 Singles)  | 29                 |
| Belgique (Flandre Ultratop R&B/Hip-Hop) | 4                  |
| Belgique (Wallonie Ultratop 50 Singles) | 46                 |
| Canada (Hot 100)                        | 14                 |
| Danemark (Tracklisten)                  | 11                 |
| Écosse (OCC)                            | 1                  |
| Espagne (PROMUSICAE)                    | 46                 |
| États-Unis (Hot 100)                    | 8                  |
| États-Unis (R&B/Hip-Hop Songs)          | 5                  |
| États-Unis (Alternative Songs)          | 20                 |
| États-Unis (Adult R&B Songs)            | 18                 |
| États-Unis (Adult Pop Songs)            | 17                 |
| États-Unis (Pop Airplay)                | 7                  |
| États-Unis (Rhythmic Songs)             | 10                 |
| Europe (Euro Digital Songs)             | 1                  |
| France (SNEP)                           | 23                 |
| Hongrie (Rádiós Top 40)                 | 33                 |
| Hongrie (Single Top 40)                 | 28                 |
| Irlande (IRMA)                          | 4                  |
| Norvège (VG-lista)                      | 11                 |
| Nouvelle-Zélande (RMNZ)                 | 5                  |
| Pays-Bas (Nederlandse Top 40)           | 10                 |
| Pays-Bas (Single Top 100)               | 16                 |
| Pologne (ZPAV)                          | 10                 |
| Royaume-Uni (UK Singles Chart)          | 1                  |
| Royaume-Uni (UK R&B Chart)              | 1                  |
| Slovaquie (IFPI Rádio)                  | 21                 |
| Slovaquie (Singles Digitál Top 100)     | 59                 |
| Suède (Sverigetopplistan)               | 6                  |
| Suisse (Schweizer Hitparade)            | 40                 |
| Tchéquie (IFPI Rádio)                   | 35                 |
| Tchéquie (IFPI Singles Digitál)         | 16                 |

| Classement (2014)       | Position |
| ----------------------- | -------- |
| Australie (ARIA)        | 65       |
| Canada (Hot 100)        | 78       |
| États-Unis (Hot 100)    | 48       |
| Nouvelle-Zélande (RMNZ) | 39       |

| Région                                                                                                 | Certification | Ventes/Streams |
| --- | ------------- | -------------- |
| Australie (ARIA)                                                                                       | Platine       | 70 000^        |
| États-Unis (RIAA)                                                                                      | Platine       | 2 500 000      |
| Italie (FIMI)                                                                                          | Or            | 15 000*        |
| Nouvelle-Zélande (RMNZ)                                                                                | Or            | 7 500*         |
| Royaume-Uni (BPI)                                                                                      | Or            | 400 000^       |
| Suède (GLF)                                                                                            | 2 × Platine   | 80 000x        |
| Streaming                                                                                              |               |                |
| Danemark (IFPI)                                                                                        | 2 × Platine   | 5 200 000^     |
| *Ventes selon la certification ^Mise en rayon selon la certification xNon précisé par la certification |               |                |

## Historique de sortie
| Pays        | Date            | Format                                   | Label              |
| ----------- | --------------- | ---------------------------------------- | ------------------ |
| États-Unis, | 21 janvier 2014 | Contemporary hit radio (en)              | Interscope Records |
| États-Unis, | 21 janvier 2014 | Rhythmic contemporary (en) radio         | Interscope Records |
| États-Unis, | 4 février 2014  | Urban adult contemporary (en) radio      | Interscope Records |
| Royaume-Uni | 28 mars 2014    | Téléchargement numérique                 | Interscope Records |
| États-Unis  | 10 juin 2014    | Téléchargement numérique (Draft Day mix) | Interscope Records |